# Nothing Safe : Best of the Box
Albums de Alice in Chains
Unplugged
(1996) Music Bank
(1999)
Nothing Safe : Best of the Box est la première compilation d'Alice in Chains et le cinquième album de la discographie du groupe (hors extended plays).

## Liste des morceaux
1. Get Born Again
2. We Die Young (Demo)
3. Man In The Box
4. Them Bones
5. Iron Gland
6. Angry Chair
7. Down In A Hole
8. Rooster (Live)
9. Got Me Wrong
10. No Excuses
11. I Stay Away
12. What The Hell Have I
13. Grind
14. Again
15. Would ?